# 香港金融投資控股集團

高信金融集團商標

前商標（凱富能源集團時代）

香港金融投資控股集團有限公司（簡稱香港金融集團；港交所：7），前稱凱富能源集團有限公司（簡稱凱富能源）及高信集團控股有限公司（簡稱高信集團）。集團主席為許智銘。
主要業務石油天然氣開採及生產，石油及天然氣國際貿易業務，及提供證券買賣、期貨與期權買賣、互惠基金、保證掛勾投資計劃及產品買賣、證券保障金融資及機構融資顧問服務，總部在香港島上環信德中心招商局大廈19樓10至12室。

## 歷史
高信集團的創辦人藍國慶，於1991年創立高信證券有限公司，其後於1994年創立高信財務有限公司，兩者分別提供證券買賣與證券保證金服務，並先後於沙田及觀塘成立分公司。另一姊妹公司高信商品期貨有限公司，於1991年創立，提供期貨及期權買賣服務。一說，藍國慶早在1989年創業，高信證券在網頁自稱「高信證券公司」及「高信財務公司」於1989年創立，比香港公司註冊處的資料早兩年及五年；雖然，公司註冊處沒有只領有「香港商業登記證」的業務資料。而高信財務有限公司更只在2000年11月才登記為證券保證金融資公司:6。雖然，「高信財務公司」（英語：Karl Thomson Finance Co.）與「高信財務有限公司」（英語：Karl Thomson Finance Limited）在2000年之前，曾各自擁有香港的「放債人牌照」。截至2018年，集團另一子公司「高信理財有限公司」:186擁有該牌照 。
2000年3月29日，集團的控股公司於百慕大成立（譯名：高信集團控股有限公司；簡稱高信集團），並於2000年9月8日於香港聯交所上市，配售及公開發售5,250萬股新股，售價每股1.2港元。翌年年中，高信集團每股送1紅股。
上市之初，高信集團控股透過子公司Karl Thomson (B.V.I.)，全資擁有高信證券、高信財務、高信商品期貨、Karl Thomson Development Limited四間公司，及其餘三間當時「不活動」的公司（包括高信理財）。當時的主席為藍國慶，副主席兼董事總經理為藍國倫。藍國倫、藍國慶兩兄弟，透過，擁有高信集團75%股權。藍國慶擁有80%J&A股權、藍國倫擁有20%。
適逄科網股热潮，高信集團在2001年5月18日，以發行新股的方式，收購了的全部股權、及 的57.1%股權（經營www.luckysurfasia.com；矽谷幸運網），作價6,000萬港元，或2,000萬股新股。最後高信集團為該業務撇賑。
2004年，高信集團透過子公司佳帆投資有限公司，認購亞洲聯網科技（港交所：679）的可換股票據，開始涉足電鍍設備業務。而在收購前，藍國恩、藍國慶兩兄弟，已是亞洲聯網科技的大股東。2006年，集團的联营公司獲得埃及第二區油田之實際權益，建立石油及天然氣業務。但因為2011年埃及革命，埃及油田業務被迫暫停。2006年，高信集團亦嘗試私有化澳洲上市公司Volant Petroleum，該公司主營油氣開採及設施生產。
2010年，高信集團的子公司高信投資顧問與客戶達成和解，高信回購迷你債券（迷債）。事件源於高信雖然不是分銷商，但高信曾購入迷債，再向客戶轉售。
2012年年中，許智明（或作許智銘）和尼爾·布什（老布什之子）透過凱信銘能源集團，認講8.2億股高信集團新股，取代藍家成為大股東，但其後向公眾配售股份，以恢復香港上市規則所要求的「公眾持股量」。雖然不再是大股東，截至2017年，藍國慶、藍國倫仍然留任公司董事會執行董事。
2012年11月，作為被凱信銘收購的一部分，高信集團實物分派「佳帆投資」的股票予高信集團在被凱信銘收購前的所有股東，在完成後，佳帆投資與其子公司亞洲聯網科技不再屬於高信集團；但藍國倫、藍國慶仍然透過J&A Investment擁有佳帆的控股權。在實物分派後，J&A Investment提出以每股0.08港元，向佳帆的公眾股東提出收購，變相私有化佳帆。目前，佳帆仍然是非上市公眾股份有限公司。
2013年1月初，更名為凱富能源集團有限公司。在2013年3月21日，日本前首相鳩山由紀夫博士被委任為公司榮譽主席兼高級顧問。
近年，集團再改名為香港金融投資控股集團有限公司。

## 連結
- 官方网站